# Jaro Dolar
Jaro (Jaroslav) Dolar, slovenski pesnik, pisatelj, esejist, kritik, prevajalec, novinar, urednik, bibliotekar in profesor, * 23. junij 1911, Maribor, † 7. april 1999.
Jaro Dolar se je rodil v Mariboru klasičnemu filologu in publicistu Antonu Dolarju in češki materi Marini Hora.
Njegov sin je znani slovenski filozof Mladen Dolar.

## Šolanje in službovanje
Osnovno šolo (1917-1921) in gimnazijo (1921-1929) je obiskoval v Mariboru. Že takrat je prvič izpričal svoja literarna nagnjenja, ko je v četrtem in petem razredu gimnazije urejal dijaški list Gaudeamus (1925-1927) ter vanj pisal svoje prve pesmi in prozo. Sodelovanje v raznih aktivnostih zoper mariborske in štajerske nemčurje in nemškuterje ter navdušeno spremljanje starejših dijaških vzornikov, ki so s svojim javnim nastopom propagirali ideje vseslovenstva in ruske oktobrske revolucije, pa je oblikovalo mladeničevo idejno usmerjenost. Oboje se je v večjem obsegu začelo izražati v ljubljanskih visokošolskih letih, ko je študiral slavistiko in umetnostno zgodovino in leta 1935 diplomiral iz jugoslovanske književnosti. 
V študentskem javnem družbenem in političnem delovanju se je opredeljeval za napredne slovenske nacionalne in levičarske skupine ter v njih aktivno sodeloval. Po diplomi kot pripadnik levičarskih političnih organizacij ni dobil državne profesorske službe, za kar se je bil šolal. Sodeloval je kot publicist in novinar v raznih časopisnih in časnikih ter delal kot urednik kulturne rubrike liberalnega časnika Mariborski večernik Jutra in socialističnega tednika Edinost v Mariboru. Po ukinitvi slednjega je bil premeščen v redakcijo nemškega časnika Mariborer Zeitung, vendar je zaradi nasprotovanja vse bolj naraščajoči naci-fašistični usmeritvi lista zaposlitev izgubil. Po nemški okupaciji Maribora se je umaknil v Ljubljano, kjer je kot brezposelni pregnanec prebil prvo vojno leto, ostala tri leta pa je preživel v Zagrebu pri sorodnikih in bil priložnostno zaposlen kot blagovni knjigovodja. Vključil se je v narodnoosvobodilno gibanje ter bil v Zagrebu med izdajatelji in pisci slovenskega ilegalnega lista Glas resnice. v marcu 1945 ga je hrvaška policija aretirala in ga vtaknila v zagrebške zapore, iz katerih je bil po akciji partizanskih ilegalcev z drugimi političnimi jetniki rešen tik preden je umikajoča se ustaška soldateska mogla uresničiti svojo namero, da jih pomori.
Po osvoboditvi se je vrnil v Maribor in prevzel uredništvo časnika Vestnik. Deloval je kot javni družbeni delavec ter kot predavatelj v okviru družbenopolitičnih organizacij in tečajev Ljudske prosvete, krajši čas pa tudi kot profesor ruskega jezika v mariborski gimnaziji. V letu 1946 je postal najprej sekretar, nato dramaturg in direktor Drame ter nazadnje upravnik Slovenskega narodnega gledališča v Mariboru. Bil je tudi urednik mariborskega Gledališkega lista. Ob delu v gledališču je opravil bogato prevajalsko delo, ki obsega okrog 25 dramskih del cele galerije tujih avtorjev: angleških, francoskih, nemških, ruskih, hrvaških in italijanskih. Hkrati je razvijal bogato publicistično dejavnost, največ s članki o domačih in tujih dramatikih ter s poročili o gledaliških predstavah, ki so jih objavili gledališki listi v Mariboru, Celju, Ptuju in Ljubljani, časopisi Nova obzorja, Razgledi in Slovenski zbornik, tednik Naši razgledi, Tovariš in 7 dni ter dnevni časniki Vestnik, Večer, Slovenski poročevalec in Ljudska pravica. Kot esejist in literarni zgodovinar je v tem obdobju napisal uvodni esej in spremne besede h knjigi proze Antona Ingoliča Na prelomu in k zbirki Pesmi in napisi Janka Glazerja.

## Delovanje na področju bibliotekarstva
Samo na videz presenetljiv je Dolarjev pristop na področje knjižničarstva, po časnikarstvu in gledališču njegovo tretje torišče kulturnega delovanja. Tudi ta je utemeljen v njegovi pripadnosti knjigi, zlasti umetniški. V knjižnicah je delal zadnjih 19 let svoje uradne delovne obveznosti, najprej 7 let kot bibliotekar in upravnik Študijske knjižnice v Mariboru (zdaj Univerzitetna knjižnica Maribor), potem pa kar 3 mandatna obdobja kot ravnatelj Narodne in univerzitetne knjižnice v Ljubljani. Študijsko knjižnico je preobrazil v moderno univerzitetno knjižnico, jo kadrovsko okrepil in prostorsko razširil. V skladu s svojim odprtim značajem ter mnogostransko izobraženostjo in raznovrstnimi strokovnimi interesi je Dolar na knjižničarskem področju deloval upravno-organizacijsko in ožje strokovno v bibliotekarstvu in literarni zgodovini.
V Ljubljani je Jaro Dolar razvijal in utrjeval slovensko nacionalno in univerzitetno knjižnico za učinkovito uresničevanje njenih osnovnih, pa tudi za prevzemanje novih, dodatnih funkcij, ki jih je prinašalo evropsko knjižničarstvo. Posebej je intenziviral zbiranje vse slovenike v najširšem pomenu besede, uvedel je centralno katalogizacijo slovenskih tiskov, okrepil delo za retrospektivno slovensko bibliografijo, skrbel za mednarodno izmenjavo publikacij in za večjo prisotnost slovenske knjige v svetu, za povečanje dostopnosti do knjižničnega gradiva in za temeljno strokovno izobraževanje v okviru višješolskega študija knjižničarske stroke ter izpopolnjevanje v obliki tečajev in predavanj. Samostojno je pripravil vrsto odmevnih raziskav in tako populariziral knjižnično gradivo in narodno knjižnico v celoti.
Na področju bibliotekarstva se je ves čas loteval temeljnih vprašanj o razvoju in delovanju nacionalne, visokošolskih in splošnoizobraževalnih (splošnih) knjižnic v slovenskem in jugoslovanskem prostoru in jih v strokovni publicistiki povezal tudi z razgledi po drugih evropskih državah. Poleg programskih in organizacijskih vprašanj so ga še posebej zanimala razmerja med bralcem in knjigo ter etična vprašanja v zvezi s knjigo in knjižnicami. V zadnjem obdobju se je močneje posvetil tudi zgodovini knjig in knjižnic in napisal obsežno in odmevno knjigo Spomin človeštva, ki je izšla leta 1982.
Za svoje skoraj dvajsetletno vzorno strokovno delo na področju knjižničarstva do upokojitve 1976 je Jaro Dolar dosegel status in sloves posebej izobraženega in povsem predanega knjižničnega strokovnjaka. Toda prvim 20 letom je sledilo še naslednjih 23, ki so bila prav tako delavna in so mu neprekinjeno potekala ob delu s knjigo in za knjigo, v najtesnejšem sodelovanju z NUK, kjer je imel delovno sobico vse do konca življenja. Upokojensko delovanje je opravljal na treh področjih: ob pripravljanju tematskih in monografskih knjižnih razstav, ob urejanju starih samostanskih knjižnic po Sloveniji (Krško, Kamnik, Nazarje) in ob ustvarjanju memoarsko-strokovnih knjig (Spomini: v preddverju literatura, 1995; in Prijateljice imam, 1999)

## Nagrade
Dolar je raziskoval vlogo knjige in knjižnic v svetovnem in slovenskem kulturnem razvoju, ter pripravljal razstave knjižničnega gradiva, za kar so mu bibliotekarji podelili svoje najvišje priznanje Čopovo diplomo in strokovni naziv bibliotekarski svetovalec. Država mu je podelila red zaslug za narod s srebrnimi žarki (1974).

## Dela
Dolar je objavil pesmi, prozo, kritike, prevajal gledališka  dela, pisal o dramatiki in gledališču, urejal mariborski gledališki list, uredil je brošuro SNG Maribor (1954) in knjigi: A. Ingoliča Na prelomu (1950) in J. Glazerja Pesmi in napisi (1953) in zbornik NUK. Prevajal je iz angleščine, francoščine, italijanščine, nemščine, ruščine in srbohrvaščine.
- Spomin človeštva,  1982
- Ob razstavi Tisoč let slovenske pisane besede. 1983
- From the treasury of the Slovene National Library= Iz zakladnice Slovenske narodne knjižnice, 1986
- Znanilci- branilci – skrunilci svobode: ob dvestoletnici francoske revolucije, 1989
- Alkimija, sveta veda naša: alkimisti in Paracelsus: 1493-1541-1993, 1994
- Spomini: v preddverju literature, 1995
- Prijateljice imam, 1999
- Moje delo je slutnja zarje: katalog razstave ob stoletnici Ivana Cankarja, 1976
- Dvanajst velikih Slovencev, 1994